# Rionegro del Puente
Rionegro del Puente – gmina w Hiszpanii, w prowincji Zamora, w Kastylii i León, o powierzchni 53,44 km². W 2011 roku gmina liczyła 319 mieszkańców.